# Жених

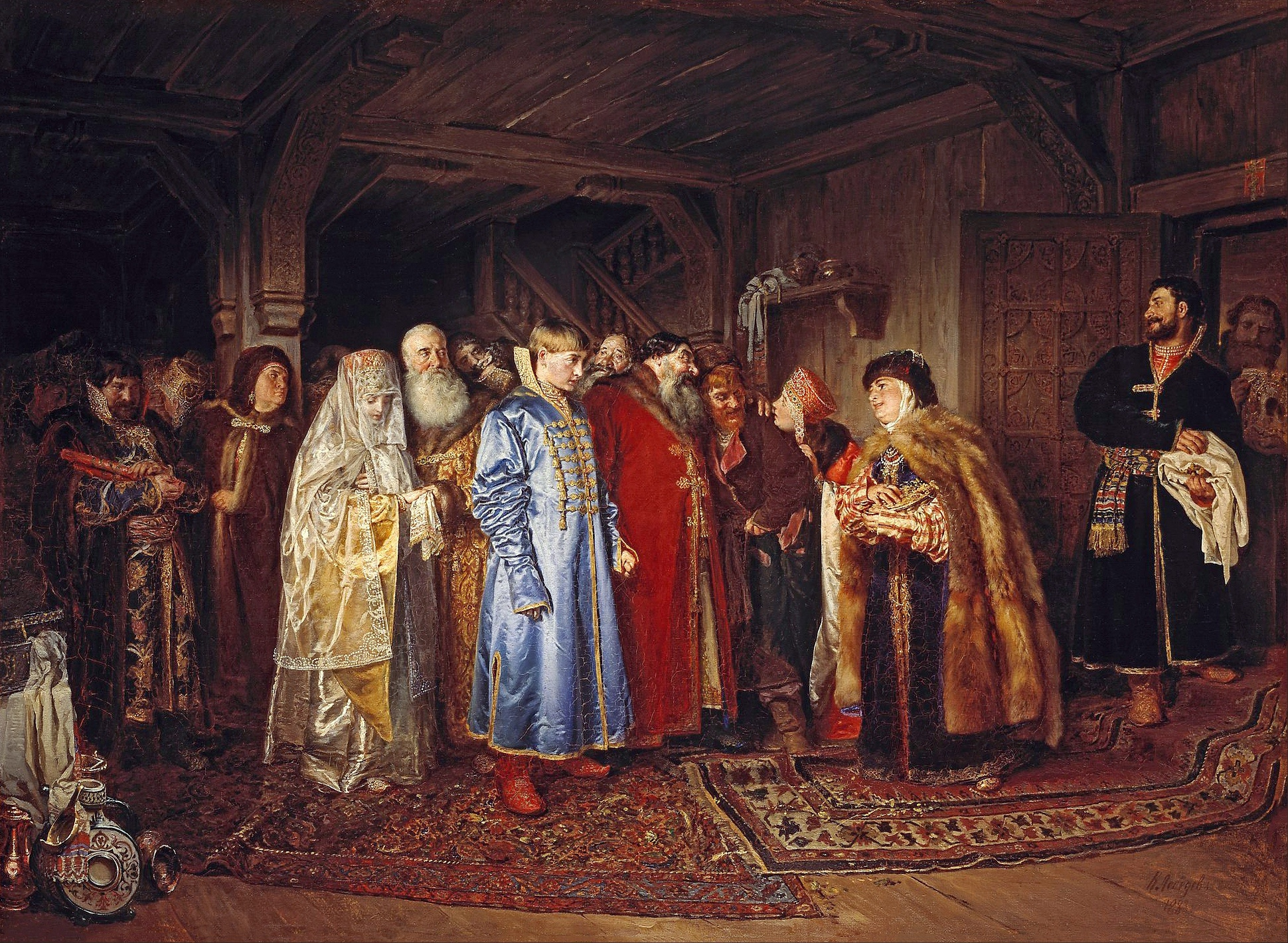
К. В. Лебедев «Боярская свадьба», 1883

Жени́х (от общеславянского глагола женити — «тот, кто женится») — неженатый мужчина, имеющий или ищущий невесту, будущий муж; молодой человек, достигший брачного возраста. Один из двух центральных персонажей свадебного обряда, наряду с невестой.

## Славянские традиции
Жених олицетворяет активную сторону обряда, от которой исходит инициатива брака. Это находит выражение в использовании применительно к жениху и его окружению военной, охотничьей и подобной символики: в свадебном фольклоре (мотивы полона, осады, поимки рыбы, образ жениха-охотника), в терминологии (серб. граничар. воjно «жених» хорв. jagar «сват», названия поезжан как членов военной дружины) и в самом обряде (взятие силой дома невесты, меч, стрела, рыболовная сеть и подобное как атрибуты свадебных чинов).
Ритуальная демонстрация мужской власти ярко представлена в русском свадебном обряде. Перед отправлением к венчанию невеста должна подать жениху вожжи в знак покорности будущему мужу, перед началом брачной ночи — раздеть и разуть его и проситься в постель до тех пор, пока он не позволит ей лечь (вологод.).
Вместе с тем непосредственное участие самого жениха в свадебном обряде скорее пассивное, чем активное. Чаще всего он действует не сам, а через посредников: свата, дружку и других поезжан, которые могут получать те же названия, что и жених. Жених редко сватает невесту сам, обычно он посылает сватов, иногда присоединяется к ним, но в переговорах не участвует. Лишь в случае умыкания невесты жених действует самостоятельно. После сватовства родственники невесты приезжают осматривать дом и хозяйство жениха, но сам жених непосредственного участия в этом не принимает. Жених с родственниками присутствует на смотринах невесты (где и его иногда заставляют показать себя: помериться ростом с невестой, пройтись, чтобы убедиться, что он не хромой) и на обручении, где жених с невестой обмениваются кольцами.

## Названия художественных произведений
- «Жених» — сказка А. С. Пушкина (1825).
- «Жених» — фильм (1912).
- «Жиних» — короткометражная комедия Элема Климова (1960), названа с намеренной орфографической ошибкой.
- «Жених» — фильм (2016).